# Marcus Clarke

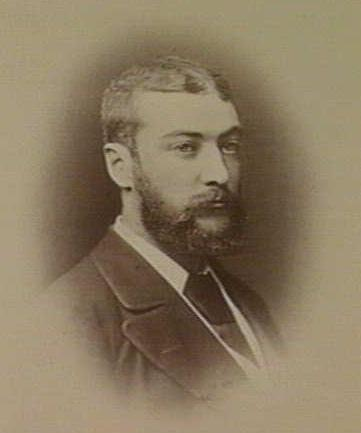
Marcus Clarke

Marcus Andrew Hislop Clarke (* 24. April 1846 in London; † 2. August 1881 in Melbourne) war ein australischer Schriftsteller. 

## Leben und Werk
Marcus Clarke kam als Sohn eines Londoner Juristen mit 18 Jahren nach Melbourne. 1867 wurde er Mitarbeiter bei der Tageszeitung The Argus, wo er Tatsachenmaterial über Sträflingslager Australiens zusammentrug. 1870–1872 erschien der Roman "Lebenslänglich" (Originaltitel: "For the Term of his Natural Life") in Fortsetzungen im "Australian Journal". Clarke beschreibt vordergründig das brutale Sträflingsystem in Tasmanien, hintergründig das sensationelle Potenzial des düsteren Stoffs. Die spätere drastische Kürzung (ursprünglicher Versuch: den Helden am Ende für 20 Jahre des unsäglichen Leidens durch Rückkehr ins bürgerliche Leben zu "entschädigen") und Änderung mit einem neuen tragischen Ende bewirkte ein geschlossenes und gehaltvolles Werk. Der Roman erregte weltweites Aufsehen und zählt zu den stärksten Werken in der australischen Literatur des  19. Jahrhunderts.
Auszug aus der Vorrede des Autors: „… Charles Reade (1814–1884) schildert die Zustände in einem englischen Zuchthaus, und Victor Hugo zeigt, wie es einem französischen Strafgefangenen nach Verbüßung seiner Strafe ergeht. […] Einige der hier erzählten Ereignisse sind zweifellos tragisch und schrecklich. Ich hielt es indessen für unumgänglich, sie zu berichten; denn es handelt sich um Dinge, die tatsächlich geschehen sind und die unfehlbar immer wieder geschehen werden, wenn man die Mißstände, deren Folgen sie sind, nicht beseitigt. […]“ Melbourne, Australien M.C.

## Werke (Auswahl)
- For the term of his natural life, 1874
  - deutsch: Lebenslänglich.

1. Buch Das Meer. 1827
2. Buch Macquarie Harbour. 1833
3. Buch Port Arthur. 1838
4. Buch Norfolk Island. 1846

- The Peripatetic Philosopher, 1869
- Long Odds, 1870
- Twinkle, Twinkle, Little Star, 1873
- The Mystery of Major Molineux, 1881 (dt. Die Einsamkeit des Major Molineux; Balladine Publishing, Köln 2018, ISBN 978-3-945035-70-2)
- Pretty Dick, in: Marcus Clarke: Australian Tales, 1896 (dt. Das Gebet; Balladine Publishing, Köln 2022, ISBN 978-3-945035-53-5)
- Human Repetends
- The Haunted Author
- Four Stories High
- Old Tales of a Young Country
- Australian Tales
- Poems by Adam Lindsay Gordon